# Do It for Love (Alesha Dixon)
Do It for Love è il quarto album in studio della cantante inglese Alesha Dixon, pubblicato nel 2015.

## Tracce
1. Stop (featuring Wretch 32) – 2:53
2. Tallest Girl – 3:19
3. Count on You – 3:07
4. Top of the World – 3:09
5. Do It for Love – 2:58
6. The Way We Are – 2:45
7. People Need Love – 4:08
8. The Gift – 3:35
9. Broken – 3:10
10. Azura (Blue Sky) – 3:11
11. Love with Life – 3:09
12. The Way We Are (Rap Mix) – 2:44